# Julie Bovasso
Julie Bovasso (Brooklyn, New York, 1 de Agosto de 1930 - New York, 14 de Setembro de 1991) foi uma atriz estadunidense.

## Biografia
Ficou conhecida do público como a mãe do John Travolta no filme Saturday Night Fever, em 1977, contudo, conta com um longo currículo na Broadway, como escritora e atriz.
Morreu a 14 de Setembro de 1991, aos 61 anos, vítima de cancro.